# لیام دی اسمت
لیام دی اسمت (انگلیسی: Liam De Smet؛ زادهٔ ۱۲ آوریل ۲۰۰۴) بازیکن فوتبال اهل بلژیک است که در حال حاضر برای کلوب نکست در پست هافبک بازی می‌کند.
وی همچنین در تیم ملی فوتبال زیر ۱۷ سال بازی کرده است.

## زندگی شخصی
او برادر دوقلوی لن دی اسمت است که مانند خودش، بازیکن فوتبال است.